# 特里縣 (得克薩斯州)
特里縣（英語：Terry County）位美國德克薩斯州西部的一個縣。面積2,308平方公里。根据美國2000年人口普查，共有人口12,761人。縣治布朗菲爾德（Brownfield）。
成立於1876年8月21日，縣政府成立於1904年7月5日。縣名紀念德克薩斯分離大會代表、德克薩斯第八騎兵團上校布傑明·富蘭克林·特里。